# Julian Tomka
Julian Tomka (* 5. Mai 1997 Klagenfurt) ist ein österreichischer Fußballspieler.

## Karriere
Tomka begann seine Karriere beim ASV Gösting. 2008 wechselte er zum LUV Graz. 2012 kam er in die AKA HIB Liebenau. 2013 wechselte er zur Zweitmannschaft des DSV Leoben.
Zur Saison 2014/15 wechselte er zum viertklassigen SV Anger. Sein Debüt in der Landesliga gab er im August 2014, als er am ersten Spieltag jener Saison gegen die Amateure der Kapfenberger SV in der Startelf stand. Seinen ersten Treffer für Anger erzielte er im selben Monat bei einem 5:3-Sieg gegen den FC Gleisdorf 09.
Zur Saison 2015/16 wechselte Tomka zum Regionalligisten TSV Hartberg. Sein erstes Spiel in der Regionalliga machte er im August 2015, als er am sechsten Spieltag jener Saison gegen den SC Kalsdorf in der 85. Minute für Thomas Rotter eingewechselt wurde.
Im Sommer 2016 schloss er sich dem Ligakonkurrenten SV Lafnitz an. Mit Lafnitz stieg er 2018 in die 2. Liga auf. In der Aufstiegssaison kam er in 29 Spielen zum Einsatz und erzielte dabei drei Tore.
Sein Debüt in der zweithöchsten Spielklasse gab er im Juli 2018, als er am ersten Spieltag der Saison 2018/19 gegen die WSG Wattens in der Startelf stand. In der 90. Minute wurde Tomka bei seinem Zweitligadebüt nach einer zweiten Gelben Karte des Feldes verwiesen. Nach insgesamt fünf Jahren in Lafnitz, in denen er zu 125 Zweit- und Drittligaeinsätzen kam, verließ er den Verein nach der Saison 2020/21 und wechselte innerhalb der 2. Liga zum SKN St. Pölten, bei dem er einen bis Juni 2022 laufenden Vertrag erhielt. Beim SKN konnte er sich allerdings nicht durchsetzen und kam insgesamt zu zwölf Zweitligaeinsätzen. Daher verließ er die Niederösterreicher nach dem Ende seines Vertrags nach der Saison 2021/22 wieder und wechselte zum Ligakonkurrenten SV Horn. Für Horn kam er zu 17 Einsätzen. Nach der Saison 2022/23 verließ er Horn.
Im August 2023 wechselte er dann weiter innerhalb der Liga zum SKU Amstetten, bei dem er bis 2025 unterschrieb. Für Amstetten kam er bis zum Ende der Saison 2023/24 zu 24 Zweitligaeinsätzen. Im Juli 2024 wechselte Tomka leihweise nach Finnland zum Erstligisten FC Lahti. Für Lahti kam er aber nie zum Einsatz, noch im selben Monat kehrte wegen familiärer Gründe nach Österreich zurück. Im Anschluss löste er auch seinen Vertrag in Amstetten auf.
Nach mehreren Monaten ohne Verein wechselte Tomka im Jänner 2025 zum Regionalligisten SC Weiz.